# Andrea Pizzino
 (décembre 2018).
Andrea Pizzino est une pièce de théâtre de Beniamino Joppolo écrite en 1946.

## Personnages
La mère – Andrea Pizzino – Le père – L'ombre – Francesco – Lidia – L'homme – Le premier frère – Le second frère – La femme – La jeune femme – Premier homme – Second homme – Troisième homme – Quatrième homme – Cinquième homme – Sixième homme – La demoiselle – Premier monsieur – Le garçon de café – La Seconde dame – Second monsieur – Anna la mariée – Maddalena la femme de chambre – Le père trapu – Le major-d’homme du multimillionnaire – Le multimillionnaire – L'autre multimillionnaire – L'officier – Le sergent – Le caporal – Le petite Maria – Le patron du bar – L'indic – La jeune femme agitée – L'autre indic – Un client – Le premier soldat – Le second soldat – Le troisième soldat – Le premier soldat de la patrouille – Le second soldat de la patrouille – L'infirmière – La joueuse – L'infirmier – Les vrais vivants

## Résumé
Vicenda umana teatrale [Histoire humaine théâtrale]
Sei tempi [Six parties]
Primo tempo (due quadri) : La casa [Première partie (deux tableaux) : La maison]
Secondo tempo (quadro unico a scene alternate) : I poveri e i ricchi [Deuxième partie (tableau unique à scènes alternées) : Les pauvres et les riches]
Terzo tempo (due quadri) : La famiglia, lo specchio e la congiura dei ricchi [Troisième partie (deux tableaux) : La famille, le miroir et la conjuration des riches]
Quarto tempo (quadro unico) : La guerra [Quatrième partie (tableau unique) : La guerre]
Quinto tempo (quadro unico a scena doppia) : La sommossa [Cinquième partie (tableau unique à scène doublée) L'émeute]
Sesto tempo (due quadri) : La fine [Sixième partie (deux tableaux) : La fin]
Première partie. Premier tableau : Dans une antichambre à plusieurs portes, meublée, une table rouge circulaire, et un lit, dans une lumière faiblarde. La mère apparaît, puis Andrea, son fils, tout juste sorti d'une peine de six ans d'emprisonnement. Les autres membres de la famille dorment, ou sont absents. Pietro, le père, se réveille. Il n'est que minuit, il travaille au cadastre et doit se reposer. Énervé, il reproche à son fils d'avoir grossi et d'avoir écopé d'une peine pour de futiles raisons politiques. Andrea rétorque qu'il a pu faire des études en attendant. Alors que les parents retournent se coucher, Andrea invoque Dieu pour le seconder dans l'angoisse qui l'assaille. L'ombre fait alors irruption et discute avec lui. Elle lui reproche non pas son innocence mais sa traîtrise et sa timidité, puis disparaît. Francesco, frère d'Andrea, fait alors irruption. Il décrit son état instable en détaillant ses deux séjours à l'hôpital psychiatrique. Les deux frères montrent les similitudes de leurs expériences respectives d'emprisonnement, avant que Lidia, leur sœur, n'arrive et les convainque d'aller se coucher. Deuxième tableau : Même lieu, un repas de fête a été préparé par la mère. Le père, exaspéré, arrive, suivi de Lidia, Francesco et Andrea. La tendresse paternelle fugace laisse place à une nervosité et à un agacement profonds du père envers Andrea qui finit par quitter la table. 
Deuxième partie : Nous sommes dans la pièce principale de la maison de famille de la petite amie d'Andrea. Chambre grise, très meublée et habitée d'ombres. La femme, l'homme et les deux frères jouent aux cartes. Les anciens critiquent la fainéantise des plus jeunes. La jeune femme, elle, attend l'arrivée de son fiancée. Andrea arrive, et, rapidement, est obligé à suivre les deux frères dans leurs activités criminelles, malgré l'intervention contrastée de la jeune femme. Andrea finit par être châssé. Une toile en fond de scène révèle alors l'intérieur d'une auberge, où l'on danse et rit. Plusieurs hommes d'affaires, accompagnées de nombreuses filles de joie, jouent aux cartes. Andrea Pizzino, qui se recroqueville toujours davantage, prostré dans cette atmosphère gênante, est alors à nouveau chassé. À l'avant-scène, la chambre grisâtre se transforme en salon bourgeois fleuri et décoré. On y retrouve l'homme et la femme qui souhaitent convaincre leur fille de cesser de fréquenter Andrea, qui arrive justement, assiste à l'exposition des raisons fictives de leur inéluctable séparation. Il sort de scène, suivi de la jeune femme et de ses deux parents. L'action repasse à l'action en fond de scène, dans un café élégant et lumineux. La haute bourgeoisie y débat de théâtre et cinéma, ski. La pédanterie de mise ne laisse pas de place à Andrea qui, à peine entré, est invité à quitter les lieux, désespéré. Pendant ce temps, la chambre bourgeoise a été transformée en chambre triste, sombre et désolée. Andrea s'y installe et se regarde dans le miroir, sous le regard de l'ombre qui lui parle, immobile : ce n'est qu'en expiant ses fautes qu'Andrea pourra se libérer du désespoir qui l'afflige.
Troisième partie. Premier tableau : Anna et Andrea se sont mariés. Elle a accepté de l'épouser en raison de la confiance qu'elle éprouve à son égard. Maddalena l'écoute, cyniquement, et lui raconte  son amour passé pour un homme finalement fusillé pour un vol de bijoux. Andrea arrive, suivi par l'ombre. Avvilis tous les deux, ils attendent un enfant. Anna pousse Andrea, qui ne sait ni ne veut rien faire, à demander de l'argent à son père. Anna sort. L'ombre intervient constamment, seul Andrea est en mesure de l'écouter : elle refuse qu'une union si vile puisse donner naissance à un être. Anna revient, une poupée à la main, et insiste auprès d'Andrea. La haine entre les deux est consommée. Andrea, capable de protéger les autres, les enfants, les démunis, semble incapable de le faire pour lui-même. Il fume, boit, vole pour pouvoir subvenir à ses besoins les plus primaires. L'ombre lui amène alors un miroir pour qu'il puisse se détacher de lui-même et agir envers lui-même comme il le fait envers les autres. Il part donc voir son beau-père, et lui adresse ses requêtes et réprimandes tout en s'observant dans la glace. C'est alors que le miroir se casse : Andrea perd ses moyens. Le père trapu tourne alors la situation à son avantage et enfonce Andrea dans sa situation désastreuse. Anna, à son tour, revient, et accable son compagnon en critiquant son manque de virilité et de puissance. Second tableau : Dans un salon élégant, où œuvres d'art côtoient mobilier chic et cendriers, le major-d'homme accueille Andrea. Ce dernier propose immédiatement une affaire juteuse de trafic d'insuline au multimillionnaire qui refuse. L'autre multimillionaire apparaît et propose une affaire similaire à son ami qui, cette fois-ci, accepte des conditions moins avantageuses. L'ombre dénonce la conjuration des riches. Le miroir est alors introduit, et Andrea de s'attaquer aux riches, avant que la glace ne se brise à nouveau et qu'Andrea ne s'éclipse acceptant au passage les quelques billets piteux tendus. La toile du fond de scène révèle alors Anna, attablée, inquiète et seule. Andrea fait irruption, crie, se désole. Anna l'abandonne. Andrea, épaulé par l'ombre, invoque alors une guerre ou une révolution extérieure. L'ombre critique le recours extrême d'Andrea, qu'elle considère comme l'appel impossible d'une puissance par des impuissants qui ne l'ont pas. 
Quatrième partie : Andrea et d'autres soldats se trouvent dans une cavité creusée dans la roche. Au centre, des tables, tabourets, des armes, des meurtrières. L'officier, le sergent et le caporal fument en faisant les cent pas. Des bruits de moteurs et des explosions saccadent l'action. Andrea, sans veste ni galon, nettoie et range. Les soldats expriment leur inquiétude, et leur désarroi face à la situation. Andrea, quant à lui, semble plutôt satisfait. Les soldats s'absentent, et l'ombre apparaît. Andrea expose sa théorie du communisme, et la séparation qu'il fait de l'humanité entre les puissants et les impuissants dont il serait. La petite Maria entre et lui avoue son amour. Andrea répond à son tour par un amour, mais qui l'écrase et risque de l'écraser elle aussi. Soudain, les ennemis attaquent. Andrea se refuse à tuer. La petite Maria l'en conjure pour les protéger. Andrea élimine alors tous les ennemis. Totalement anéanti et avili à l'extrême, il exécute alors dans un élan de terreur et de désespoir la petite Maria. Les sergents et les officiers font leur retour, et Andrea leur ment impunément, secondé par l'ombre. Il pense avoir suffisamment payé sa traîtrise, mais l'ombre infirme son pressentiment. 
Cinquième partie : Andrea est attablé dans un café. Des clients discutent au bar. L'ombre est là, elle tient un miroir qui fait face à Andrea. En fond de scène, on retrouve le salon des multimillionnaires qui jouent, fument, boivent et discutent. Les bruits de guerre sont également présents. Andrea travaille avec un indic. Les multimillionnaires tentent quant à eux de tirer profit de l'issue de la période de révolte qui secoue le pays, et à laquelle Andrea prend part. Des voleurs et des riches auraient été fusillés et torturés. La jeune femme agitée fait son entrée et décrit des scènes de mise à mort, qu'Andrea justifie froidement. L'autre indic entre et demande de l'argent pour l'organisation des exécutions. Andrea s'en charge et se rend chez le multimillionnaire, suivi de l'ombre et du miroir. Les deux riches tendent un chèque à Andrea, qui accepte de les soudoyer, puis ordonne de les exécuter malgré tout. Soudain, des alliés font irruption. Ils estiment avoir été trahis, et arrêtent l'ensemble des conjurés. C'est alors que tout le monde fuit, ombre et miroir compris. Andrea se retrouve seul, et est arrêté, alors qu'il réclame sa mise à mort. 
Sixième partie. Premier tableau : Dans un pré vert, baigné de soleil et parsemé de peupliers violet, Andrea creuse la terre à l'aide d'une pioche, blême et absent. Plus loin, trois soldats pointent leur fusil contre lui. Andrea souhaite mourir. Le troisième soldat, inquiet, intervient. Il semble éprouver de la haine aussi bien à l'encontre d'Andrea qui a réagi contre ses détracteurs, qu'envers les détracteurs eux-mêmes. Une bombe éclate et tue les trois soldats. Andrea survit à l'attaque. Il saisit un revolver et fait mine de se suicider. L'ombre arrive et l'en empêche en le plaçant devant son propre reflet. Épargné par l'explosion, il est emmené et sauvé par deux soldats qui le retrouvent, alors qu'il feignait de prier pour les morts. Second tableau : Andrea est couché dans un lit miséreux, dans une chambre à cinq couches du même acabit. L'ombre lui pare, doucement, et explique que chacun d'entre nous paye les péchés de l'ensemble de l'humanité. Les quatre autres lits auraient accueilli quatre jeunes gens morts à Buchenwald. La joueuse d'accordéon intervient alors qu'Andrea s'éteint et qu'on découvre qu'il est mort, lui aussi, à Buchenwald. Son cercueil est emmené, suivi quelques infirmiers et par l'ombre. Les vrais vivants, ceux qui n'ont pas encore payé ou qui n'ont pas encore pris part aux fautes partagées par tous, font leur entrée. Ils dansent et chantent frénétiquement au son de l'accordéon. 

## Année de parution
Teatro (volume secondo), Marina di Patti Editrice Pungitopo, 2007.

## Mots clés
Avilissement, abhumanisme, prison, hôpital, enfermement, ombre, miroir, culpabilité, vie, Buchenwald.

## Remarques
Plusieurs personnages peuvent être interprétés par un même comédien/une même comédienne (cf. didascalie d'ouverture de l'auteur qui tente ainsi de rassurer les éventuels metteurs en scène).
La pièce aurait été terminée le 14 mai 1946, à Milan. 
Beniamino Joppolo expose les raisons de l'écriture de la pièce et ses intentions dramaturgiques dans un article de « Il giornale – quotidiano indipendente del mezzogiorno”, 15 septembre 1948.
Des indications sont également présentes dans les Cronache di Parigi (Chroniques parisiennes, deuxième partie encore inédite du roman autobiographique publié posthume La doppia storia, Milano, Arnoldo Mondadori Editore, 1968) à la p. 1060.